# Gregor Rippel
Anton Gregor Rippel (auch Gregorius Rippel; * 10. Juni 1681 in Schlettstadt; † 6. Januar 1729 in Fessenheim) war ein deutscher römisch-katholischer Geistlicher und Theologe.

## Leben
Rippels Lebensweg ist nur in Teilen überliefert. Er besuchte das Jesuitenkolleg seiner Heimatstadt und absolvierte dort auch theologische Studien. Im Jahr 1700 trat er in den Jesuitenorden ein und verblieb dort bis 1715. Wann er die Priesterweihe empfing ist jedoch unbekannt. Er war zunächst als Professor an der Schule in Schlettstadt, anschließend an der Schule von Molsheim tätig.
Rippel ließ spätestens ab dem Jahr 1719 den Lehrberuf ruhen und wandte sich der Seelsorge zu. 1719 übernahm er die Pfarrei von Fessenheim und betreute außerdem die Pfarrei von Nordheim. Dies ist auch die Zeit, in der er nun schriftstellerisch in Erscheinung trat. 1725 wurde er zudem Präbendar in Straßburg.

## Werke (Auswahl)
- Lutheranus inexcusabilis, Straßburg 1721.
- Alterhumb, Ursprung und Bedeutung aller Ceremonien, Gebräuchen und Gewohnheiten der Heil. Catholischen Kirchen. Straßburg 1723.
- Mysteria Jesu Christi Domini nostri cathedrae sacrae dicata sive conceptus de festis … Wagner, Konstanz 1731, herausgegeben durch Michael Wohlrab.
- Die Schönheit der katholischen Kirche: dargestellt in ihren äusseren Gebräuchen in und außer dem Gottesdienste für das Christenvolk. Kircheim, Mainz 1842, herausgegeben von Heinrich Joseph Himioben.